# Лемма о ромбе
Лемма о ромбе (или лемма Ньюмана) даёт простой способ проверить сходимость переписывающей системы без убывающих бесконечных цепей.
Доказана Максом Ньюманом в 1942 году.
Стандартное доказательство использует нётерову индукцию.

## Формулировка
Пусть {\displaystyle A} — переписыващая система, то есть есть орграф.
Наличие ребра из вершины {\displaystyle x} в вершину {\displaystyle y} будет обозначаться {\displaystyle x\to y}.
Наличие направленного пути из  {\displaystyle x} в {\displaystyle y} (включая путь нулевой длины) будет обозначаться {\displaystyle x\rightsquigarrow y}.
Предположим, что {\displaystyle A}
- нётерова, то есть не существует бесконечной цепи {\displaystyle x_{0}\to x_{1}\to \dots }
- локально конфлюентна, то есть если {\displaystyle x\to y} и {\displaystyle x\to z} то {\displaystyle y\rightsquigarrow w} и {\displaystyle z\rightsquigarrow w} для некоторого {\displaystyle w}.

Тогда система  {\displaystyle A} конфлюентна; то есть если {\displaystyle x\rightsquigarrow y} и {\displaystyle x\rightsquigarrow z} то {\displaystyle y\rightsquigarrow w} и {\displaystyle z\rightsquigarrow w} для некоторого {\displaystyle w}.

## Внешние ссылки
- Виктор Губа «Переписывающие системы»